# マルケリヌス・コムス
マルケリヌス・コムス （Marcellinus Comes、生年不詳 - 534年）は、東ローマ帝国のラテン人年代記者。 イリュリアで生まれ、 コンスタンティノープルの裁判所で長く働いた。

## 業績
マルケリヌスの生涯唯一の著作は、『年代記(Annales)』である。これはエウセビオスの『教会史』を継ぐもので、379年から彼の死去した534年までが記述されているが、何者かによって566年まで追記がされている。マルケリウスは熱心な正教会教徒で、著作の中でも妥協を許していない。

## 資料
- マルケリウスの年代記 :翻訳と注釈 : (モムゼン編）マルケリウス・コムス、ブライアン・クローク、テオドール・モムゼン　 シドニー ：オーストラリア協会のビザンチン研究,1995年.

## 参考資料
- Count Marcellinus and His Chronicle by Brian Croke. Oxford: Oxford University Press, 2001